# Hervormde kerk (Wehl)
De Hervormde kerk is een protestantse kerk in de Nederlandse plaats Wehl. De kerk is in 1858 gebouwd, ter vervanging van een kerkje van begin 18e eeuw. De protestantse gemeente in Wehl is in 1725 gesticht en kwam bijeen bij Huis Broekhuizen. Later werd een woning aangekocht voor de bijeenkomsten, die werd uitgebreid met een kleine kerk. Deze kerk is in 1857 afgebroken, waarna de huidige kerk is gebouwd. 
De neogotische, eenbeukige kerk is opgezet als zaalkerk met in de zijgevels gietijzeren raamtraceringen. De kerk rond 1900 uitgebreid met een toren met een naaldspits. In de toren werd een luidklok aangebracht, die werd overgenomen van de kerk uit Steggerda. Tevens werd de entree in de toren verwerkt. Het orgel is gemaakt door H. Haffmans.
De kerk is in 1988 aangewezen als gemeentelijk monument door de toenmalige gemeente Wehl.

## Galerij

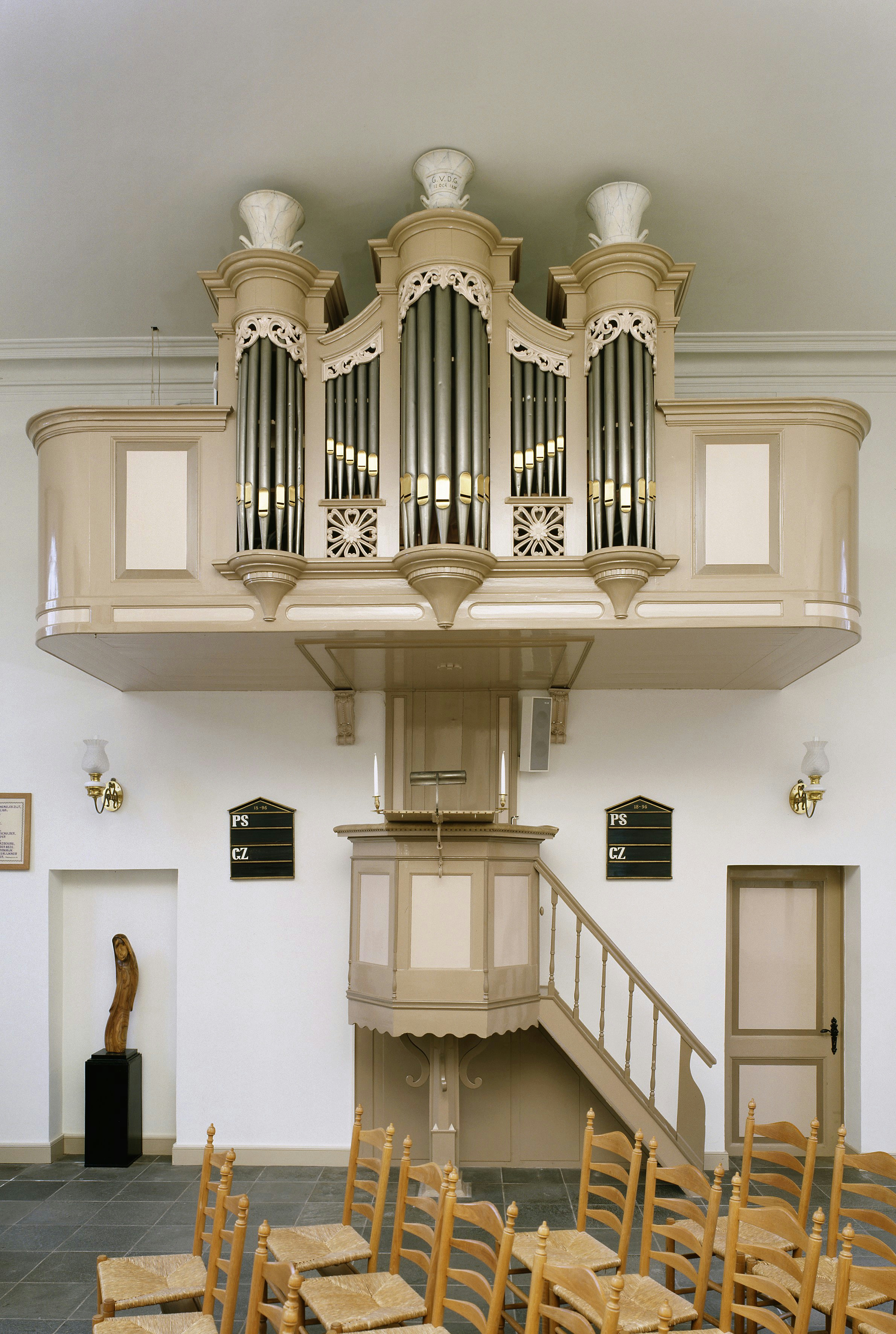
Kerkorgel
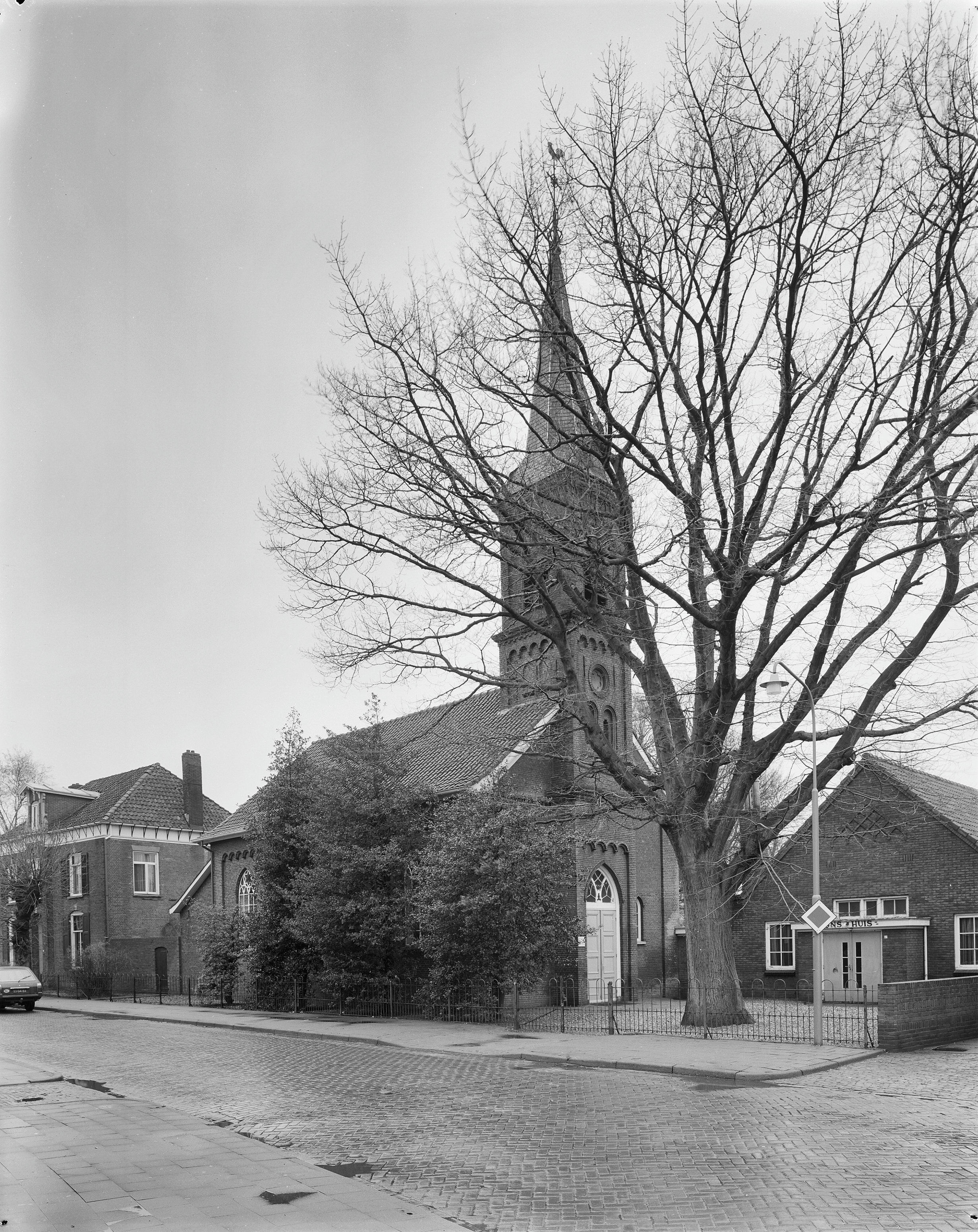
Vooraanzicht in 1977
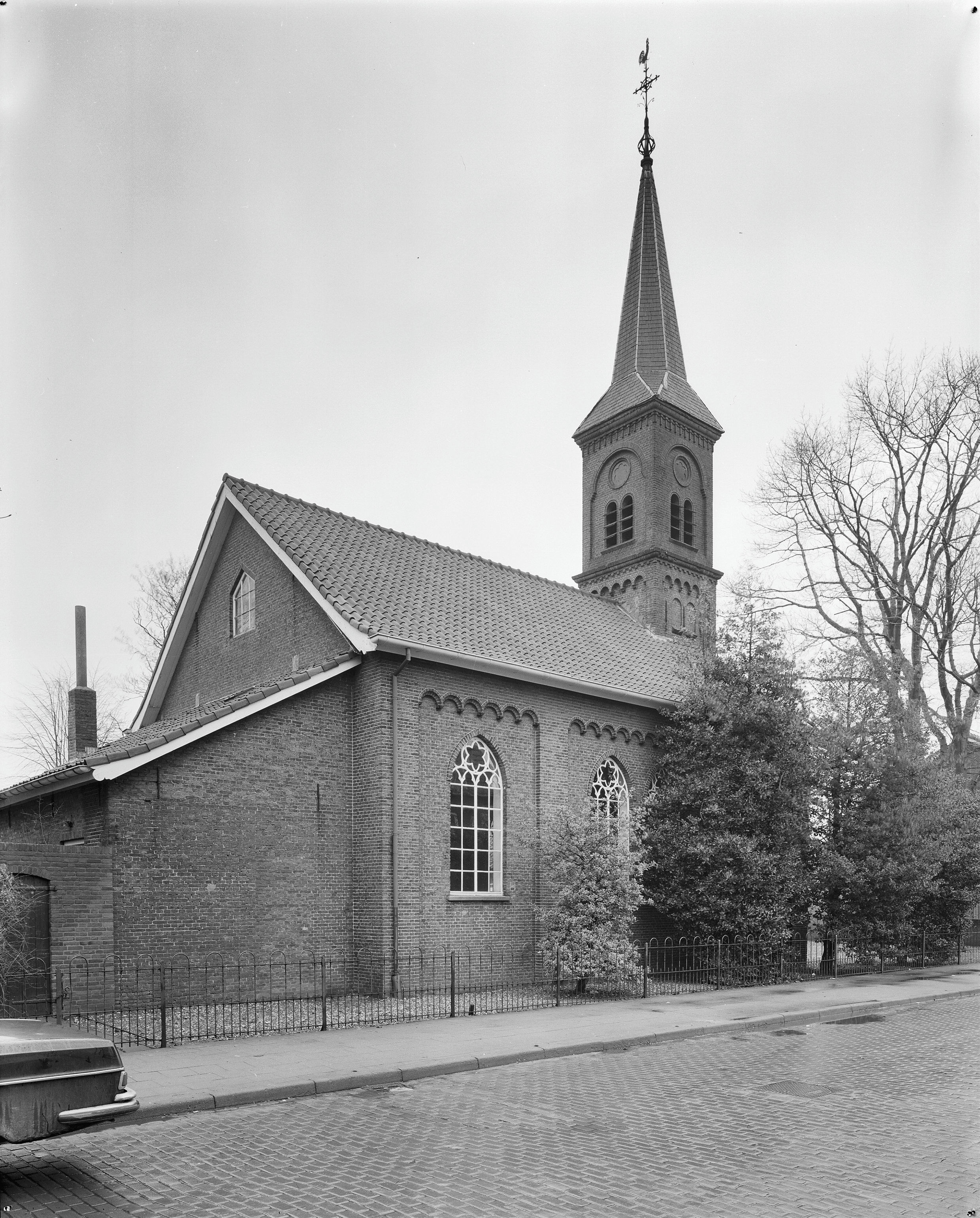
Zijaanzicht in 1977